# Trolejbusy we Fryburgu
Trolejbusy we Fryburgu − system komunikacji trolejbusowej działający w szwajcarskim mieście Fryburg.

## Historia
Pierwszą linię trolejbusową o długości 2,3 km uruchomiono 31 stycznia 1949, drugą linię uruchomiono 16 maja na trasie Tilleul−Vignettaz. 1 października 1959 uruchomiono trzecią linię trolejbusową do Schönberg, która to zastąpiła tramwajową. 1 kwietnia 1965 zlikwidowano ostatnią trasę tramwajową zastąpioną kolejną linią trolejbusową. 1 kwietnia 1972 linie 6/7 z Vignettaz do Schönberg zastąpiono autobusami. 18 grudnia 2010 otwarto 300 m przedłużenie linii nr 3 z Jura Chassotte do Mont-Carme.

## Linie
Obecnie we Fryburgu działają 3 linie trolejbusowe:
| Linia | Trasa                                              |
| ----- | -------------------------------------------------- |
| 1     | Marly – Pérolles – St-Léonard – Portes-de-Fribourg |
| 2     | Les Dailles / Les Biches – Moncor – Schoenberg     |
| 3     | Jura, Mont-Carmel – Python – Gare – Pérolles       |

## Tabor
Początkowo do obsługi dwóch linii posiadano 8 trolejbusów produkcji francuskiej. W związku z rozbudową sieci trolejbusowej zakupiono 14 trolejbusów. W 2010 otrzymano 12 trolejbusów SwissTrolley. Obecnie w eksploatacji znajduje się 21 trolejbusów:
- MAN/Hess/Kiepe – 9 trolejbusów o nr 513-521
- SwissTrolley – 12 trolejbusów o nr 522-533.